# Sozologia
Sozologia (gr. sódzo=ochraniam, sódzein=ochraniać + lógos=nauka) – nauka o czynnej ochronie środowiska naturalnego, nauka zajmująca się problemami ochrony środowiska, przyczynami i następstwami niekorzystnych zmian w strukturze i funkcjonowaniu układów przyrodniczych (ekologicznych), zmian wynikających z rozwoju cywilizacji oraz sposobami zapobiegania im i łagodzenia ich skutków. Sozologia to nauka zajmująca się problemami ochrony przyrody i jej zasobów, bada przyczyny i skutki przemian w naturalnych lub zmienionych przez człowieka układach przyrodniczych, zachodzących na skutek procesów antropogenicznych. Poszukuje skutecznych sposobów zapobiegania degradacji środowiska, w zakresie środowiska wodnego zajmuje się jego ochroną przed zanieczyszczeniem, eutrofizacją i degradacją wód. W ramach sozologii są opracowywane praktyczne metody działania zmierzające do zapobiegania lub łagodzenia skutków niekorzystnych zmian środowiska. 
Sozologia opisuje zmiany w środowisku przyrodniczym (np. zanieczyszczenie wód, zanieczyszczenie powietrza i gleby), zachodzące zwłaszcza pod wpływem czynników postępu technicznego i sposoby zapewniające trwałość jego użytkowania, korzystająca z metod badań ochrony środowiska i nowocześnie ujmowanej geografii. 
Sozologia jest nauką kompleksową (interdyscyplinarną), ściśle związaną z ekologią, geologią i geografią, wykorzystuje wiedzę z różnych nauk technicznych, ekonomicznych i humanistycznych. Sozologia swoje działania opiera na podstawach ekologii i pokrewnych nauk przyrodniczych takich jak: rolnictwo, leśnictwo, rybołówstwo i łowiectwo. Czasami sozologia uważana jest za dział ekologii stosowanej.
Sozologia zajmuje się zabezpieczeniem przed degradacją zasobów przyrody oraz racjonalnym ich gospodarowaniem, w celu zapewnienia trwałości jego użytkowania. W zakresie zainteresowań sozologii są także tzw. choroby cywilizacyjne.
Termin sozologia został wprowadzony w 1965 r. przez polskiego geologa W. Goetla.
Michajłow definiuje sozologię jako:
Nauka o przyrodniczych i doraźnych skutkach, a także dalszych następstwach przemian zachodzących zarówno w naturalnych, jak i uprzednio już odkształconych układach przyrody na mniejszych lub większych obszarach biosfery w wyniku działalności społecznej i gospodarczej człowieka oraz o skutecznych sposobach zapobiegania jej ujemnym następstwom dla społeczeństwa lub przynajmniej o możliwościach maksymalnego ich załagodzenia.
Działy sozologii:
- sozologia szczegółowa
- sozologia dynamiczna
- sozologia planistyczna
- sozotechnika
- sozografia
- sozonomia